# Ach! ich sehe, itzt, da ich zur Hochzeit gehe
Ach! ich sehe, itzt, da ich zur Hochzeit gehe (BWV 162) ist eine Kirchenkantate von Johann Sebastian Bach. Er komponierte sie in Weimar für den 20. Sonntag nach Trinitatis.

## Geschichte und Worte
Bach schrieb die Kantate für den 20. Sonntag nach Trinitatis als Konzertmeister am Hof von Johann Ernst von Sachsen-Weimar in Weimar, wo sie in der Schlosskirche erstmals aufgeführt wurde, am 3. November 1715 (nach Alfred Dürr) oder am 25. Oktober 1716 (nach Christoph Wolff und anderen).
Die vorgeschriebenen Lesungen waren Eph 5,15–21  und Mt 22,1–14 , das Gleichnis von der königlichen Hochzeit. Der Text der Kantate stammt vom Hofdichter Salomon Franck und wurde 1715 veröffentlicht in Evangelisches Andachts-Opffer. Er bezieht sich auf das Evangelium und betont, wie wichtig es ist, der liebenden Einladung Gottes zu folgen. Francks Sprache ist reich an Kontrasten, wie Seelengift und Himmelsbrot, und biblischen Bildern wie Der Himmel ist sein Thron nach Jes 66,1 . Der Schlusschoral ist die siebte Strophe von Alle Menschen müssen sterben von Johann Rosenmüller (1652).
Bach führte die Kantate in Leipzig erneut auf, am 10. Oktober 1723 in einer revidierten Fassung, diesmal mit einem corno da tirarsi, einem Zughorn. Bachs Partitur ist nicht erhalten, auch scheinen einzelne Stimmen zu fehlen.

## Besetzung und Aufbau
Wie andere Kantaten der Weimarer Zeit ist das Werk für ein kleines Ensemble gesetzt, für Sopran, Alt, Tenor und Bass (Solisten, die auch den Schlusschoral ausführen können), zwei Violinen, Viola und Basso continuo, in Leipzig zusätzlich corno da tirarsi und Fagott.
1. Aria (Bass): Ach! ich sehe, itzt, da ich zur Hochzeit gehe
2. Recitativo (Tenor): O großes Hochzeitfest
3. Aria (Sopran): Jesu, Brunnquell aller Gnaden
4. Recitativo (Alt): Mein Jesu, laß mich nicht
5. Aria Duetto (Alt, Tenor): In meinem Gott bin ich erfreut
6. Choral: Ach, ich habe schon erblicket

## Musik
Die Kantate beginnt mit einer Bass-Arie, begleitet von drei Instrumenten in polyphonem Satz, zwei Violinen und Viola, die später in Leipzig von der Zugtrompete verstärkt wurde. Das charakteristische Motiv auf die Anfangsworte durchzieht den Satz. Der Sopran-Arie scheint nach Dürr eine obligate Begleitung zu fehlen. Für das Projekt Bach Cantata Pilgrimage des Monteverdi Choir rekonstruierte Robert Levin eine Fassung für Flöte und Oboe d’amore. Das Duett wird ebenfalls nur vom continuo begleitet, erscheint jedoch in dieser Form vollständig. Die Melodie des Schlusschorals ist anderswo selten, erscheint jedoch in Weimar nicht nur in diesem Werk, sondern auch in einer Choralbearbeitung von Johann Gottfried Walther.

## Einspielungen
- Die Bach Kantate Vol. 54. Helmuth Rilling, Frankfurter Kantorei, Bach-Collegium Stuttgart, Arleen Augér, Alyce Rogers, Kurt Equiluz, Wolfgang Schöne. Hänssler 1976.
- J.S. Bach: Das Kantatenwerk – Sacred Cantatas Vol. 8. Nikolaus Harnoncourt, Wiener Sängerknaben, Concentus Musicus Wien, Knabensopran, Paul Esswood, Kurt Equiluz, Robert Holl. Teldec 1986.
- J.S. Bach: Complete Cantatas Vol. 3. Ton Koopman, Amsterdam Baroque Orchestra & Choir, Barbara Schlick, Elisabeth von Magnus, Paul Agnew, Klaus Mertens. Antoine Marchand 1995.
- Bach Cantatas Vol. 11. John Eliot Gardiner, Monteverdi Choir, English Baroque Soloists, Magdalena Kožená, Sara Mingardo, Christoph Genz, Peter Harvey. Soli Deo Gloria 2000.